# Festival de la Canción de Eurovisión Junior 2018
El XVI Festival de la Canción de Eurovisión Junior fue la decimosexta edición del festival júnior, siendo organizado en esta ocasión por la Compañía Nacional de Radio y Televisión de Bielorrusia (BTRC) y la Unión Europea de Radiodifusión (EBU). Tuvo lugar en la capital bielorrusa, Minsk, en noviembre de 2018. Es la segunda vez que el concurso se llevó a cabo en Bielorrusia, después de la puesta en escena de la edición de 2010.
Esta edición rompió con el límite de 18 países que concursaron en la edición del 2004, siendo un total de 20 países los que intentaron ganar el festival de la canción infantil. Esta edición marcó el regreso de Francia tras trece años de ausencia, Azerbaiyán tras cuatro; y de Israel tras un año de paréntesis. Así mismo, Gales y Kazajistán fueron los dos países debutantes. Por contraparte, Chipre hace historia por ser el país que más veces se ha retirado del festival júnior, siendo esta la cuarta ocasión donde la pequeña isla se retira.
La representante polaca Roksana Węgiel se alzó con el triunfo con 215 puntos con su tema pop "Anyone I want to be". Esta sería la primera victoria del país en el concurso en apenas su quinta participación, y tercera desde que regresaron en 2016, siendo su primera vez que alcanzan el top 5 en el concurso. En su regreso, Francia con Angélina lograría 203 puntos para conseguir el segundo lugar, mientras que el tercer lugar fue para Jael de Australia con 201 puntos, a pesar de haber sido la favorita del jurado profesional, y logrando igualar el mejor resultado del país.

## Sede del festival
Esta fue la segunda vez que la versión infantil del festival europeo tuvo  lugar en Minsk, ya que en el año 2010 ya la ciudad acogió la correspondiente edición de Eurovisión Junior. Además, fue la primera vez en la historia del certamen que el festival se celebre en el mismo recinto dos veces, el Minsk Arena.
Los cambios de planes por parte del Grupo Directivo de Eurovisión Junior es para garantizar la longevidad del concurso permitiendo más tiempo para preparar el evento, por lo que se decidió eliminar la cláusula que daba al ganador de la edición anterior la prioridad de acoger el festival. Los miembros de la UER tuvieron la oportunidad de postularse para acoger Eurovisión Junior 2018 y la propuesta de la BTRC fue la elegida entre todas. Según declaraciones de Jon Ola Sand, supervisor ejecutivo de Eurovisión Junior:
“El cambio de regla permite que el anfitrión del próximo año sea elegido antes no solo le da más tiempo a la cadena anfitriona para preparar una producción enorme, sino que también protege el futuro de Eurovisión Junior. Estamos encantados de anunciar, antes de reunirnos en Tbilisi para la competencia de 2017, que BTRC será la cadena organizadora de Eurovisión Junior 2018. La solicitud de presentación de BTRC fue extremadamente fuerte y tenemos plena confianza en que pondrán el mismo entusiasmo en los preparativos del evento del próximo año”
Esta edición fue marcada por la reversión de la misma regla que rige el festival adulto, de que cuando un país gana el Festival sea él la sede de la próxima edición. Esta  estaba vigente hasta 2010, y sólo hubo una excepción cuando el Festival cumplió 10 años en 2012 y en 2015, cuando Italia que fue la vencedora en 2014, renunció a ser sede del evento y se celebró en Sofía.

## Países participantes
De los 16 países fundadores, en esta edición participaron cinco de ellos: Bielorrusia, Macedonia, Malta, Países Bajos y Polonia.
A pesar de la posible retirada de Armenia, debido a qué no estuvo satisfecha con la forma en qué se llevó a cabo la votación de la edición anterior, meses después confirmó qué seguirá participando.
A pesar de la posible retirada de Macedonia, debido a qué la radiodifusora MKRTV ha acumulado largas deudas y por esto fue sancionada por parte de la UER. El 4 de julio de 2018, confirmó qué seguirá participando.
A pesar de qué la UER estaba negociando con Dinamarca para que participara, el país nórdico confirmó que no regresaría.
Francia, uno de los cinco países del famoso Big Five en la edición adulta, regresa tras su única participación en 2004 y cerrando trece años de indiferencia hacia el pequeño festival. Gales debuta en esta edición y supone así el regreso de una parte del Reino Unido, uno de los países fundadores del festival.
En un principio la edición iba a contar con 18 países participantes, sin embargo subió a 19 debido al retorno de Israel y su victoria en el Festival de adultos, incrementándose finalmente a 20 con la participación de Ucrania.
En principio, Ucrania quiso retirarse del festival, debido a los problemas económicos.

### Canciones y selección
| País y TV             | Título original de la canción          | Artista             | Proceso y fecha de selección                                                                                        |
| País y TV             | Traducción al español                  | Idiomas             | Proceso y fecha de selección                                                                                        |
| --------------------- | -------------------------------------- | ------------------- | --- |
| Albania RTSH          | «Barbie»                               | Efi Gjika           | Junior Fest 2018, 23-09-2018 (Presentación versión final, 09-10-2018)                                               |
| Albania RTSH          | -                                      | Albanés, inglés     | Junior Fest 2018, 23-09-2018 (Presentación versión final, 09-10-2018)                                               |
| Armenia AMPTV         | «L.E.V.O.N»                            | L.E.V.O.N           | Depi Mankakan Evratesil 2018, 22-09-2018                                                                            |
| Armenia AMPTV         | -                                      | Armenio             | Depi Mankakan Evratesil 2018, 22-09-2018                                                                            |
| Australia ABC         | «Champion»                             | Jael                | Presentación canción, 08-10-2018 (cantante elegida internamente, 01-09-2018)                                        |
| Australia ABC         | Campeón                                | Inglés              | Presentación canción, 08-10-2018 (cantante elegida internamente, 01-09-2018)                                        |
| Azerbaiyán İctimai    | «I Wanna Be Like You»                  | Fidan Hüseynova     | Presentación canción, 16-10-2018 Presentación versión final, 15-11-2018 (cantante elegida internamente, 18-09-2018) |
| Azerbaiyán İctimai    | Quiero ser como tú                     | Azerí, inglés       | Presentación canción, 16-10-2018 Presentación versión final, 15-11-2018 (cantante elegida internamente, 18-09-2018) |
| Bielorrusia BTRC      | «Time»                                 | Daniel Yastremski   | Final Nacional, 31-08-2018 (Presentación versión final, 10-10-2018)                                                 |
| Bielorrusia BTRC      | Tiempo                                 | Ruso, inglés        | Final Nacional, 31-08-2018 (Presentación versión final, 10-10-2018)                                                 |
| Francia FTV           | «Jamais Sans Toi»                      | Angélina            | Presentación canción, 15-10-2018 (cantante elegida internamente, 13-10-2018)                                        |
| Francia FTV           | Jamás sin ti                           | Francés, inglés     | Presentación canción, 15-10-2018 (cantante elegida internamente, 13-10-2018)                                        |
| Gales S4C             | «Perta»                                | Lucca Bertone       | Chwilio Am Seren, 09-10-2018 (Presentación versión final, 16-10-2018)                                               |
| Gales S4C             | La más hermosa                         | Galés               | Chwilio Am Seren, 09-10-2018 (Presentación versión final, 16-10-2018)                                               |
| Georgia GPB           | «Your Voice»                           | Tamar Edilashvili   | Ranina, 18-05-2018 (Presentación canción, 09-10-2018)                                                               |
| Georgia GPB           | Tu voz                                 | Georgiano, inglés   | Ranina, 18-05-2018 (Presentación canción, 09-10-2018)                                                               |
| Irlanda TG4           | «IOU»                                  | Taylor Hynes        | Junior Eurovision Éire 2018, 11-11-2018                                                                             |
| Irlanda TG4           | Te debo                                | Irlandés            | Junior Eurovision Éire 2018, 11-11-2018                                                                             |
| Israel Kan            | «Children Like These»                  | Noam Dadon          | Presentación canción, 07-10-2018 (cantante elegido en selección nacional, 06-09-2018)                               |
| Israel Kan            | Niños como estos                       | Hebreo              | Presentación canción, 07-10-2018 (cantante elegido en selección nacional, 06-09-2018)                               |
| Italia Rai            | «What Is Love»                         | Melissa & Marco     | Elección interna, 09-10-2018                                                                                        |
| Italia Rai            | ¿Qué es el amor?                       | Italiano, inglés    | Elección interna, 09-10-2018                                                                                        |
| Kazajistán Khabar     | «Ózińe sen (Seize The Time)»           | Daneliya Tuleshova  | Selección Nacional, 22-09-2018                                                                                      |
| Kazajistán Khabar     | Sé tú mismo (Aprovecha el tiempo)      | Kazajo, inglés      | Selección Nacional, 22-09-2018                                                                                      |
| Macedonia (ARY) MRT   | «Doma (Home)»                          | Marija Spasovska    | Elección interna, 24-08-2018 (Presentación canción, 19-10-2018)                                                     |
| Macedonia (ARY) MRT   | Hogar                                  | Macedonio           | Elección interna, 24-08-2018 (Presentación canción, 19-10-2018)                                                     |
| Malta PBS             | «Marchin’On»                           | Ela                 | Malta Junior Eurovision Song Contest 2018 08-09-2018                                                                |
| Malta PBS             | Marchando                              | Inglés              | Malta Junior Eurovision Song Contest 2018 08-09-2018                                                                |
| Países Bajos AVROTROS | «Samen»                                | Max & Anne          | Junior Songfestival 2018 29-09-2018                                                                                 |
| Países Bajos AVROTROS | Juntos                                 | Neerlandés, inglés  | Junior Songfestival 2018 29-09-2018                                                                                 |
| Polonia TVP           | «Anyone I Want To Be»                  | Roksana Węgiel      | Presentación canción, 10-11-2018 (cantante elegida internamente, 21-09-2018)                                        |
| Polonia TVP           | Quién yo quiera ser                    | Polaco, inglés      | Presentación canción, 10-11-2018 (cantante elegida internamente, 21-09-2018)                                        |
| Portugal RTP          | «Gosto de Tudo (Já Não Gosto de Nada)» | Rita Laranjeira     | Presentación canción, 17-10-2018 (cantante elegida internamente, 28-09-2018)                                        |
| Portugal RTP          | Me gusta todo (Ya no me gusta nada)    | Portugués           | Presentación canción, 17-10-2018 (cantante elegida internamente, 28-09-2018)                                        |
| Rusia RTR             | «Unbreakable»                          | Anna Filipchuk      | Final Nacional, 03-06-2018                                                                                          |
| Rusia RTR             | Inquebrantable                         | Ruso, inglés        | Final Nacional, 03-06-2018                                                                                          |
| Serbia RTS            | «Svet»                                 | Bojana Radovanović  | Elección interna, 13-09-2018 (Presentación canción, 08-10-2018)                                                     |
| Serbia RTS            | El mundo                               | Serbio              | Elección interna, 13-09-2018 (Presentación canción, 08-10-2018)                                                     |
| Ucrania UA:PBC        | «Say Love»                             | Darina Krasnovetska | Final Nacional, 10-09-2018                                                                                          |
| Ucrania UA:PBC        | Di amor                                | Ucraniano, inglés   | Final Nacional, 10-09-2018                                                                                          |

### Países Retirados
- Chipre: El 11 de junio de 2018, decidió retirarse, debido a su mal resultado en la edición anterior.

## Festival

### Orden de actuación
| N.º | País            | Artista(s)          | Canción                                | Lugar | Puntos |
| --- | --------------- | ------------------- | -------------------------------------- | ----- | ------ |
| 01  | Ucrania         | Darina Krasnovetska | «Say Love»                             | 4     | 182    |
| 02  | Portugal        | Rita Laranjeira     | «Gosto de Tudo (Ja não gosto de nada)» | 18    | 42     |
| 03  | Kazajistán      | Daneliya Tuleshova  | «Ózińe sen (Seize The Time)»           | 6     | 171    |
| 04  | Albania         | Efi Gjika           | «Barbie»                               | 17    | 44     |
| 05  | Rusia           | Anna Filipchuk      | «Unbreakable»                          | 10    | 122    |
| 06  | Países Bajos    | Max & Anne          | «Samen»                                | 13    | 91     |
| 07  | Azerbaiyán      | Fidan Hüseynova     | «I Wanna Be Like You»                  | 16    | 47     |
| 08  | Bielorrusia     | Daniel Yastremski   | «Time»                                 | 11    | 114    |
| 09  | Irlanda         | Taylor Hynes        | «IOU»                                  | 15    | 48     |
| 10  | Serbia          | Bojana Radovanović  | «Svet»                                 | 19    | 30     |
| 11  | Italia          | Melissa & Marco     | «What Is Love»                         | 7     | 151    |
| 12  | Australia       | Jael                | «Champion»                             | 3     | 201    |
| 13  | Georgia         | Tamar Edilashvili   | «Your Voice»                           | 8     | 144    |
| 14  | Israel          | Noam Dadon          | «Children Like These»                  | 14    | 81     |
| 15  | Francia         | Angélina            | «Jamais Sans Toi»                      | 2     | 203    |
| 16  | Macedonia (ARY) | Marija Spasovska    | «Doma (Home)»                          | 12    | 99     |
| 17  | Armenia         | Levon               | «L.E.V.O.N.»                           | 9     | 125    |
| 18  | Gales           | Lucca Bertone       | «Perta»                                | 20    | 29     |
| 19  | Malta           | Ela                 | «Marchin'On»                           | 5     | 181    |
| 20  | Polonia         | Roksana Węgiel      | «Anyone I Want To Be»                  | 1     | 215    |

### Portavoces
| - Albania - Daniil Lazuko - Armenia - Vardan Magaryan (Concursante en la preselección nacional) - Australia - Ksenia Galetskaya - Azerbaiyán - Valeh Huseynbeyli - Bielorrusia - Arina Rovba - Francia - Daniil Rotenko & Lubava Marchuck - Gales - Gwen Rowley (Bailarina de Manw Lili Robin) - Georgia - Nikoloz Vasadze (Concursante en la preselección nacional) - Irlanda - Álex Hynes (Hermano de Taylor Hynes) - Israel - Adi |  | - Italia - Yan Musvidas - Kazajistán - Aruzhan Hafiz - Macedonia (A.R.Y) - Arina Pehtereva (Concursante de la preselección nacional en la edición anterior de Bielorrusia junto con Anastasia Dmitrachkova) - Malta - Milana Borodko - Países Bajos - Vincent Miranovich - Polonia - Grace - Portugal - Nadezhda Sidorova - Rusia - Dina Baru y Khryusha - Serbia - Lana Karic - Ucrania - Anastasiya Baginska (Representante de Ucrania en la edición anterior) |  |

### Tabla de puntuaciones

#### Máximas puntuaciones
| N.º | A               | De                                                          |
| --- | --------------- | ----------------------------------------------------------- |
| 6   | Australia       | Bielorrusia, Italia, Portugal, Países Bajos, Gales, Ucrania |
| 3   | Georgia         | Irlanda, Israel, Rusia                                      |
| 2   | Francia         | Albania, Malta                                              |
| 2   | Macedonia (ARY) | Kazajistán, Serbia                                          |
| 2   | Malta           | Australia, Georgia                                          |
| 1   | Bielorrusia     | Armenia                                                     |
| 1   | Italia          | Macedonia (ARY)                                             |
| 1   | Polonia         | Francia                                                     |
| 1   | Ucrania         | Polonia                                                     |
| 1   | Rusia           | Azerbaiyán                                                  |

## Otros países

### Miembros activos de la UER
- Alemania: Anunció el 22 de mayo de 2018 que no debutaría en esta edición.[63]

- Andorra: Anunció el 14 de mayo de 2018 que no debutaría en esta edición.[64]

- Austria: Anunció el 22 de mayo de 2018 que no debutaría en esta edición.[65]

- Bélgica: Anunció el 22 de mayo de 2018 que no volvería en esta edición.[66]

- Bosnia y Herzegovina: Anunció el 25 de mayo de 2018 que no debutaría en esta edición.[67]

- Bulgaria: Anunció el 19 de mayo de 2018 que no volvería en esta edición.[68][69]

- Chipre: El 11 de junio de 2018, decidió retirarse debido a su mal resultado en la edición anterior.[70][71][72]

- Dinamarca: Anunció el 28 de febrero de 2018 que no volvería en esta edición.[73]

- Escocia: Anunció el 11 de mayo de 2018 que no debutaría en esta edición.[74]

- Eslovenia: Anunció el 30 de noviembre de 2017 que no volvería en esta edición.[75]

- Estonia: Anunció el 30 de noviembre de 2017 que no debutaría en esta edición.[76]

- Finlandia: Anunció el 30 de noviembre de 2017 que no debutaría en esta edición.[77]

- Hungría: Anunció el 22 de julio de 2018 que no debutaría en esta edición.[78]

- Islandia: Anunció el 24 de mayo de 2018 que no debutaría en esta edición.[79]

- Letonia: Anunció el 23 de mayo de 2018 que no volvería en esta edición.[80]

- Lituania: Anunció el 28 de febrero de 2018 que no volvería en esta edición.[81]

- Moldavia: Anunció el 26 de junio de 2018 que no volvería en esta edición.[82]

- Montenegro: Anunció el 9 de mayo de 2018 que no volvería en esta edición.[83]

- Noruega: Anunció el 30 de noviembre de 2017 que no volvería en esta edición.[84]

- Reino Unido: Anunció el 4 de enero de 2018 que no volvería en esta edición.[85][86]

- República Checa: Anunció el 23 de mayo de 2018 que no debutaría en esta edición.[87]

- Rumanía: Anunció el 29 de mayo de 2018, que no volvería en esta edición.[88]

- San Marino: Anunció el 22 de julio de 2018 que no volvería en esta edición.[89]

- Suecia: Anunció el 26 de abril de 2018 que no volvería en esta edición.[90]

- Suiza: Anunció el 30 de noviembre de 2017 que no volvería en esta edición.[91]

## Controversias
- Es posible que Ucrania se retire definitivamente del certamen o no transmita el evento, debido a la falta de fondos económicos por parte de la radiodifusora ucraniana y a un posible cese de transmisiones por parte de la radiodifusora.
- La canción de Israel fue publicada en mayo y cantada por el mismo compositor. Esto no rompe las normas del festival, las cuales exigen que las canciones no deben ser publicadas con anterioridad al 1 de mayo. Pero dicha elección no tiene precedentes en la historia del festival.
- Al igual que el año pasado, la canción y la representante de Irlanda han sido filtrados antes de tiempo, aunque con la diferencia que en esta vez fue la radiodifusora bielorrusa en un reportaje del festival.